# Le Leslay
Le Leslay (tiếng Breton: Al Leslae) là một xã của tỉnh Côtes-d’Armor, thuộc vùng Bretagne, tây bắc Pháp.

## Dân số
Người dân ở Le Leslay được gọi là Leslayens.